# Enzo Maccarinelli
Enzo Maccarinelli (ur. 20 sierpnia 1980 w Swansea) – walijski bokser, były zawodowy mistrz świata organizacji WBO w kategorii junior ciężkiej (do 200 funtów).

## Kariera zawodowa
Zawodową karierę rozpoczął w 1999. W 2003 zdobył wakujący tytuł mistrza świata jednej z mniejszych organizacji bokserskich, World Boxing Union (WBU), pokonując przez techniczny nokaut w czwartej rundzie Bruce Scotta. Przez następne trzy lata udało mu się siedem razy obronić ten tytuł.
8 lipca 2006 zmierzył się w pojedynku o tytuł tymczasowego mistrza świata organizacji WBO z byłym mistrzem WBC, Marcelo Fabianem Dominguezem. Walijczyk wygrał walkę przez techniczny nokaut w dziewiątej rundzie. 22 września tego samego roku Johnny Nelson, "właściwy" mistrz świata WBO zrzekł się swojego tytułu i Maccarinelli stał się pełnoprawnym posiadaczem pasa mistrzowskiego tej organizacji.
Pierwszą obronę tytułu zakończył bardzo szybko, już w pierwszej rundzie nokautując Anglika, Marka Hobsona. Następna walka, 7 kwietnia 2007 z Bobby Gunnem, zakończyła się w taki sam sposób – nokautem w pierwszej rundzie. W lipcu pokonał zdecydowanie na punkty byłego mistrza świata WBC, Wayne’a Braithwaita.
3 listopada 2007 miał zmierzyć się z Ezrą Sellersem. Pięściarz ten był klasyfikowany w rankingu WBO na 15. miejscu, jednak w ostatnich trzech latach stoczył tylko jedną walkę. Z tego powodu Brytyjska Komisja Bokserska nie zgodziła się na ten pojedynek. Ostatecznie Maccarinelli zmierzył się z Algierczykiem Mohamedem Azzaoui, którego znokautował w czwartej rundzie.
Tytuł mistrza świata WBO stracił w swojej piątej obronie, przegrywając przez techniczny nokaut już w drugiej rundzie z Davidem Haye. Na ring powrócił pod koniec grudnia 2008, pokonując już w drugiej rundzie Mathewa Ellisa. Walka odbyła się w wadze ciężkiej.
14 marca 2009 przegrał przez techniczny nokaut w dziewiątej rundzie z Ola Afolabim w walce o tytuł tymczasowego mistrza świata organizacji WBO w kategorii junior ciężkiej. Według promotora Franka Warrena Maccarinelli był źle przygotowany do walki. cztery miesiące później Maccarinelli przegrał przed czasem kolejną walkę, tym razem w czwartej rundzie. Jego przeciwnikiem był Rosjanin Denis Lebiediew.
Na ring powrócił w grudniu 2009 i pokonał kolejno trzech mniej znanych bokserów. Wszystkie pojedynki zakończyły się nokautami już w pierwszej rundzie.
18 września 2010 roku Maccarinelli stoczył kolejny pojedynek a jego przeciwnikiem był Alexander Frenkel, stawką pojedynku był pas EBU kategorii junior ciężkiej należący do Walijczyka.  Enzo został w siódmej rundzie brutalnie znokautowany przez Alexandra tracąc pas pomimo tego że do tego momentu prowadził na punkty i kontrolował przebieg pojedynku.